# Isabelle Drummond
Isabelle Christine Lourenço Gomes Drummond (Niterói, 12 de abril de 1994) es una actriz y modelo brasileña.

## Carrera
Debutó en televisión en 2000, con una breve participación en la novela Lazos de familia. Al año siguiente, interpretó a la pequeña Rosicler, hija del personaje de Ana Paula Arósio, en la miniserie Os Maias. En ese mismo año, interpretó a Emília en el seriado infantil Sítio do Picapau Amarelo. Integró el elenco de la serie por cinco años consecutivos.
En 2007 destacó como Gina en la novela Eterna Magia y en 2008 tuvo una participación de dos capítulos en la novela La Favorita.
En el cine participó del film Xuxa Popstar en el año 2000 y en 2009 actuó en el largometraje Se Eu Fosse Você 2, en el papel de Bia, una joven que de manera precoz se embaraza del novio, que a su vez, escondía de su padre.
También ha participado en varios especiales de fin de año de TV Globo y protagonizó el especial de la misma emisora en conmemoración a los 40 años del canal, A História de Rosa.
En 2009 y 2010 interpretó a Bianca de la telenovela Caras & Bocas, uno de los personajes principales de la trama. En 2011 fue elegida para integrar el elenco de la novela de las seis de Rede Globo Cuento encantado.
Al año siguiente, participó en la telenovela Cheias de Charme, donde da vida a Cida, una de las tres protagonistas de la novela.

## Filmografía

### Cine

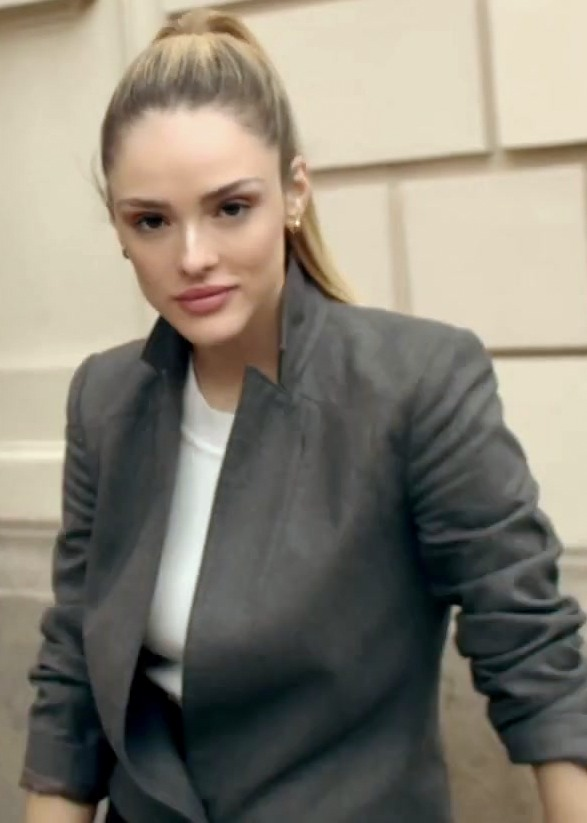
Drummond en campaña publicitaria.

| Año  | Película                    | Papel               | Notas                |
| ---- | --------------------------- | ------------------- | -------------------- |
| 2000 | Xuxa Popstar                | Ju                  |                      |
| 2009 | Se Eu Fosse Você 2          | Bia                 |                      |
| 2012 | El origen de los guardianes | Hada de los dientes | Doblaje al portugués |
| 2014 | Amazônia                    | Gaia                |                      |
| 2016 | Minha Família Perfeita      | Denise              |                      |
| 2016 | Cheias de Charme: O Filme   | Cida                |                      |
| 2016 | Talvez uma História de Amor |                     |                      |

### Televisión
| Año     | Título                   | Papel                                 | Notas                        |
| ------- | ------------------------ | ------------------------------------- | ---------------------------- |
| 2000    | Lazos de familia         | Cliente                               | Telenovela.                  |
| 2001    | Os Maias                 | Rosicler                              | Serie de televisión.         |
| 2001    | Linha Direta             |                                       | Programa periodístico.       |
| 2001–06 | Sítio do Picapau Amarelo | Emília                                | Serie de televisión.         |
| 2005    | A História de Rosa       | Rosa (1ª fase)                        | Especial de televisión.      |
| 2007    | Eterna Magia             | Gina (Angelina Ferreira O'Neill)      | Telenovela.                  |
| 2008    | La favorita              | Carla                                 | Telenovela.                  |
| 2009–10 | Acuarela del amor        | Bianca Bastos Conti da Silva          | Telenovela (coprotagonista). |
| 2011    | Cuento encantado         | Rosa Alfredo Bezerra Ávila de Seráfia | Telenovela.                  |
| 2012    | Encantadoras             | Maria Aparecida dos Santos (Cida)     | Telenovela (protagonista).   |
| 2013    | Laberintos del corazón   | Giane de Souza                        | Telenovela (protagonista).   |
| 2014    | Hombre nuevo             | Megan Lily Parker-Marra               | Telenovela (antagonista).    |
| 2015    | Partes de mí             | Júlia de Moraes Brandão               | Telenovela (protagonista)    |
| 2016    | A Lei do Amor            | Heloísa Martins (Helô) (1ª fase)      | Telenovela (protagonista)    |
| 2017    | Novo Mundo               | Anna Millman                          | Telenovela (protagonista)    |